# Championnat de France de basket-ball en fauteuil roulant 2014-2015
Navigation
Saison 2013-2014 Saison 2015-2016
Le championnat de France de basket-ball en fauteuil roulant de Nationale A 2014-2015 est la 48e édition de cette compétition. Le Cannet en est le tenant du titre.
Participent à cette édition, les huit premiers de la saison régulière du championnat de Nationale A 2013-2014, le premier de la saison régulière Nationale B 2014 (Clichy) et le finaliste des playoffs (Thonon, car Clichy a remporté le titre). Strasbourg, neuvième de Nationale A, est repêché à la suite de la disparition du club de Villefranche-Meyzieu.
À l'issue de la saison régulière, les huit premières équipes au classement sont qualifiées pour les playoffs. Le vainqueur de ces playoffs est désigné « Champion de France de Nationale A ». Les équipes classées neuvième et dixième sont reléguées en Nationale B.

## Clubs engagés pour la saison 2014-2015
| \| Meylan-Grenoble Meaux Thonon Hyères Le Cannet Lannion Bordeaux Strasbourg Clichy Toulouse \| Localisation des clubs engagés dans le championnat. |
| Meylan-Grenoble Meaux Thonon Hyères Le Cannet Lannion Bordeaux Strasbourg Clichy Toulouse                                                           |

Les sept premiers du championnat de Nationale A 2013-2014, plus le neuvième, Strasbourg (repêché à la suite de la disparition du club de Villefranche, huitième de la saison régulière), ainsi que le champion de France de Nationale B 2013-2014 et son dauphin (Clichy et Thonon) participent à la compétition.
Les huit premiers à l'issue de la phase aller de la saison régulière sont qualifiés pour les plateaux des quarts et demi-finales de la Coupe de France 2014-2015.
Les huit premiers à l'issue de la saison régulière disputent les playoffs pour déterminer le champion de France de Nationale A 2014-2015. Les deux derniers descendent en Nationale B pour la saison suivante.
| Club                                               | Classement 2013-2014 | Entraîneur           | Salle(s) |
| -------------------------------------------------- | -------------------- | -------------------- | --- |
| Léopards de Guyenne Bordeaux                       | 4                    | Luc-Daniel Lacombe   | Salle Promis, Bordeaux                                                                                         |
| Handi-Basket Le Cannet Côte d'Azur                 | 1                    | Charles Zila         | Salle Maillan, Le Cannet                                                                                       |
| Hyères Handi Club                                  | 2                    | Jérôme Mugnani       | Gymnase des Rougières, Hyères                                                                                  |
| Club trégorrois handisport de Lannion              | 6                    | Steeve Broc          | Gymnase de l'IUT, Lannion                                                                                      |
| CS Meaux Handibasket                               | 3                    | Mario Fahrasmane     | Complexe sportif Georges Tauziet, Meaux Gymnase Fontaine, Meaux                                                |
| Meylan Grenoble Handibasket                        | 7                    | Guy Arnaud           | Gymnase des Buclos, Meylan Centre sportif de la Plaine des Sports, Gières Gymnase Charlaix Mauperthuis, Meylan |
| CS Clichy                                          | Nationale B (1er)    | Jérôme Sayag         | Gymnase Léo Lagrange, Clichy                                                                                   |
| Association Strasbourg Handisport Passion Aventure | 9                    | Boris Mayima         | Salle des Poteries, Strasbourg                                                                                 |
| Toulouse Iron Club                                 | 5                    | Jean-Louis Granzotto | Gymnase Compans-Caffarelli, Toulouse                                                                           |
| Thonon Chablais Handibasket                        | Nationale B (2e)     | Philippe Picut       | Gymnase du Genevray, Thonon-les-Bains                                                                          |

## Transferts
Les mouvements d'inter-saison ont été importants,.

## Saison régulière

### Résumés des rencontres par journée
1re journée (phase aller)
Résumé
Stats
2e journée (phase aller)
Résumé
Stats
3e journée (phase aller)
Résumé
Stats
Rencontre Toulouse/Meylan reportée en raison des fortes intempéries
4e journée (phase aller)
Résumé
Stats
5e journée (phase aller)
Résumé
Turek 40 points, Guedoun 43
6e journée (phase aller)
Résumé et Meaux/Cannet
7e journée (phase aller)
Résumé
Stats
8e journée (phase aller)
9e journée (phase aller)
10e journée (phase retour)
11e journée (phase retour)
12e journée (phase retour)
13e journée (phase retour)
14e journée (phase retour)
15e journée (phase retour)
16e journée (phase retour)
17e journée (phase retour)
18e journée (phase retour)

### Tableau synthétique des résultats
| Résultats (dom.\ext.)                                              | BOR   | CAN   | CLI    | HYE   | LAN    | MEA   | MEY   | STR    | THO   | TOU   |
| Bordeaux                                                           |       | 47-83 | 79-55  | 72-80 | 80-67  | 68-83 | 86-76 | 62-50  | 54-41 | 76-82 |
| Le Cannet T                                                        | 76-43 |       | 110-38 | 75-54 | 104-36 | 60-57 | 75-50 | 101-59 | 82-48 | 89-56 |
| Clichy P                                                           | 71-75 | 44-83 |        | 47-82 | 57-55  | 48-92 | 54-67 | 67-56  | 76-56 | 83-90 |
| Hyères C                                                           | 94-53 | 72-75 | 110-52 |       | 80-63  | 64-70 | 70-65 | 89-59  | 77-58 | 92-41 |
| Lannion                                                            | 70-79 | 67-84 | 76-89  | 58-80 |        | 45-81 | 73-71 | 67-53  | 54-53 | 62-50 |
| Meaux F                                                            | 70-58 | 72-65 | 70-56  | 63-62 | 66-42  |       | 73-35 | 77-36  | 86-65 | 75-53 |
| Meylan Grenoble                                                    | 58-60 | 46-76 | 83-74  | 71-78 | 71-46  | 54-59 |       | 67-63  | 73-57 | 76-57 |
| Strasbourg R                                                       | 57-74 | 49-82 | 70-50  | 40-68 | 57-56  | 33-88 | 44-56 |        | 53-63 | 62-60 |
| Thonon P                                                           | 62-60 | 43-88 | 74-46  | 63-90 | 74-61  | 69-71 | 52-57 | 60-50  |       | 57-79 |
| Toulouse                                                           | 62-57 | 59-84 | 75-67  | 70-96 | 79-54  | 65-74 | 70-58 | 88-61  | 68-66 |       |
| - Victoire à domicile - Victoire à l'extérieur - Match non disputé |       |       |        |       |        |       |       |        |       |       |

Note : L'équipe jouant à domicile est indiquée dans la colonne de gauche et l'équipe se déplaçant sur la première ligne.

### Classement de la saison régulière
| Rang | Équipe                       | Pts | J  | G  | P  | Pp   | Pc   | Diff |
| ---- | ---------------------------- | --- | -- | -- | -- | ---- | ---- | ---- |
| 1    | CS Meaux F                   | 35  | 18 | 17 | 1  | 1327 | 978  | 349  |
| 2    | HB Le Cannet CA T            | 35  | 18 | 17 | 1  | 1492 | 940  | 552  |
| 3    | Hyères HC C                  | 32  | 18 | 14 | 4  | 1438 | 1095 | 343  |
| 4    | Toulouse IC                  | 27  | 18 | 9  | 9  | 1204 | 1289 | -85  |
| 5    | Léopards de Guyenne Bordeaux | 27  | 18 | 9  | 9  | 1183 | 1237 | -54  |
| 6    | Meylan Grenoble HB           | 26  | 18 | 8  | 10 | 1134 | 1167 | -33  |
| 7    | Thonon CH P                  | 23  | 18 | 5  | 13 | 1061 | 1225 | -164 |
| 8    | CS Clichy P                  | 22  | 18 | 4  | 14 | 1074 | 1403 | -329 |
| 9    | CTH Lannion                  | 22  | 18 | 4  | 14 | 1052 | 1308 | -256 |
| 10   | ASHPA Strasbourg R           | 21  | 18 | 3  | 15 | 952  | 1275 | -323 |

| Légende :                                                         |
| - Qualification pour les Play-offs - Relégation en Nationale B    |
| T : Champion de France de Nationale A 2013-2014 (tenant du titre) |
| F : Finaliste 2013-2014                                           |
| P : Promus de Nationale B 2013-2014                               |
| R : 9e de Nationale A 2013-2014 (repêché en NA)                   |
| C : Vainqueur de la Coupe de France 2012-2013                     |
| 0                                                                 |
| Sources : france-handibasket.fr ffbb.com                          |

Note : Les huit premiers sont qualifiés pour les play-offs. Les deux derniers sont relégués en Nationale B.
| Clubs \ Journées | 1  | 2  | 3  | 4  | 5  | 6  | 7  | 8  | 9  | 10 | 11 | 12 | 13 | 14 | 15 | 16 | 17 | 18 | Journées en tête | Journées relégable |
| ---------------- | -- | -- | -- | -- | -- | -- | -- | -- | -- | -- | -- | -- | -- | -- | -- | -- | -- | -- | ---------------- | ------------------ |
| Bordeaux         | 7  | 4  | 7  | 5  | 5  | 5  | 5  | 5  | 5  |    |    |    |    |    |    |    |    |    |                  |                    |
| Le Cannet T      | 1  | 1  | 1  | 1  | 1  | 2  | 2  | 2  | 2  |    |    |    |    |    |    |    |    |    | 5                |                    |
| Clichy P         | 10 | 7  | 8  | 8  | 9  | 10 | 10 | 10 | 10 |    |    |    |    |    |    |    |    |    |                  | 4                  |
| Hyères C         | 2  | 2  | 3  | 3  | 3  | 3  | 3  | 3  | 3  |    |    |    |    |    |    |    |    |    |                  |                    |
| Lannion          | 5  | 5  | 4  | 4  | 6  | 6  | 7  | 7  | 6  |    |    |    |    |    |    |    |    |    |                  | 1                  |
| Meaux F          | 3  | 3  | 2  | 2  | 2  | 1  | 1  | 1  | 1  |    |    |    |    |    |    |    |    |    | 3                |                    |
| Meylan-Grenoble  | 6  | 8  | 9  | 9  | 8  | 8  | 6  | 6  | 7  |    |    |    |    |    |    |    |    |    |                  | 2                  |
| Strasbourg R     | 9  | 9  | 6  | 6  | 7  | 7  | 9  | 9  | 9  |    |    |    |    |    |    |    |    |    |                  | 4                  |
| Thonon P         | 8  | 10 | 10 | 10 | 10 | 9  | 8  | 8  | 8  |    |    |    |    |    |    |    |    |    |                  | 5                  |
| Toulouse         | 4  | 6  | 5  | 7  | 4  | 4  | 4  | 4  | 4  |    |    |    |    |    |    |    |    |    |                  |                    |

| Légende :                                                                                          |
| - Leader du classement - Têtes de série numéros 2 à 4 en 1/4 de finale - Relégation en Nationale B |
| 0                                                                                                  |
| Sources : france-handibasket.fr ffbb.com                                                           |

### Meilleur marqueur par journée
| Journée             | Joueur                                          | Équipe                        | Points |
| ------------------- | ----------------------------------------------- | ----------------------------- | ------ |
| 1                   | Houcine Bélaïd (1/1)                            | Le Cannet (1/3)               | 39     |
| 2                   | Nicolas Jouanserre (1/4) Jordan Luce (1/1)      | Hyères (1/8) Bordeaux (1/2)   | 28     |
| 3                   | Nicolas Jouanserre (2/4)                        | Hyères (2/8)                  | 32     |
| 4                   | Dominik Mosler (1/2)                            | Meaux (1/2)                   | 35     |
| 5                   | Nabil Guedoun (1/2)                             | Le Cannet (2/3)               | 43     |
| 6                   | Nabil Guedoun (2/2)                             | Le Cannet (3/3)               | 33     |
| 7                   | Dominik Mosler (2/2)                            | Meaux (2/2)                   | 38     |
| 8[réf. nécessaire]  | Joshua Turek (1/3)                              | Hyères (3/8)                  | 25     |
| 9[réf. nécessaire]  | Aïssa Falempe (1/1)                             | Hyères (4/8)                  | 42     |
| 10[réf. nécessaire] | Joshua Turek (2/3)                              | Hyères (5/8)                  | 40     |
| 11[réf. nécessaire] | Franck Etavard (1/1)                            | Lannion (1/1)                 | 32     |
| 12[réf. nécessaire] | Nicolas Jouanserre (3/4)                        | Hyères (6/8)                  | 31     |
| 13                  |                                                 |                               |        |
| 14                  |                                                 |                               |        |
| 15[réf. nécessaire] | Nicolas Jouanserre (4/4)                        | Hyères (7/8)                  | 41     |
| 16[réf. nécessaire] | Joshua Turek (3/3)                              | Hyères (8/8)                  | 35     |
| 17[réf. nécessaire] | Philippe Navarro (1/1)                          | Clichy (1/1)                  | 28     |
| 18[réf. nécessaire] | Sylvain Deregnaucourt (1/1) Philippe Baye (1/1) | Toulouse (1/1) Bordeaux (2/2) | 35     |

## Play-offs

### Tableau des playoffs
Bordeaux et Toulouse se retrouvent comme l'année dernière, mais à Toulouse cette fois-ci, de même que Hyères et Meylan, bien que les deux équipes n'aient pas le même classement que la saison précédente (3e et 6e cette année contre 2e et 7e auparavant).
|  | 1/4 de finale            | 1/4 de finale           |                      |                      | 1/2 finales          | 1/2 finales          |    |  | Finale               | Finale               |
|  | 1/4 de finale            | 1/4 de finale           |                      |                      | 1/2 finales          | 1/2 finales          |    |  | Finale               | Finale               |
|  |                          |                         |                      |                      |                      |                      |    |  |                      |                      |
|  | 11 avril 2015 à Meaux    | 11 avril 2015 à Meaux   |                      |                      | 8 mai 2015 au Cannet | 8 mai 2015 au Cannet |    |  | 9 mai 2015 au Cannet | 9 mai 2015 au Cannet |
|  | 11 avril 2015 à Meaux    | 11 avril 2015 à Meaux   |                      |                      | 8 mai 2015 au Cannet | 8 mai 2015 au Cannet |    |  | 9 mai 2015 au Cannet | 9 mai 2015 au Cannet |
|  | (1) CS Meaux             | 78                      |                      |                      | 8 mai 2015 au Cannet | 8 mai 2015 au Cannet |    |  | 9 mai 2015 au Cannet | 9 mai 2015 au Cannet |
|  | (1) CS Meaux             | 78                      |                      |                      | 8 mai 2015 au Cannet | 8 mai 2015 au Cannet |    |  | 9 mai 2015 au Cannet | 9 mai 2015 au Cannet |
|  | (8) CS Clichy            | 49                      |                      |                      | 8 mai 2015 au Cannet | 8 mai 2015 au Cannet |    |  | 9 mai 2015 au Cannet | 9 mai 2015 au Cannet |
|  | (8) CS Clichy            | 49                      | (1) CS Meaux         | 84                   |                      |                      |    |  | 9 mai 2015 au Cannet | 9 mai 2015 au Cannet |
|  | 11 avril 2015 à Toulouse |                         | (1) CS Meaux         | 84                   |                      |                      |    |  | 9 mai 2015 au Cannet | 9 mai 2015 au Cannet |
|  |                          | (5) LDG Bordeaux        | 46                   |                      |                      |                      |    |  | 9 mai 2015 au Cannet | 9 mai 2015 au Cannet |
|  | (4) Toulouse IC          | (5) LDG Bordeaux        | 46                   | 73                   |                      |                      |    |  | 9 mai 2015 au Cannet | 9 mai 2015 au Cannet |
|  | (4) Toulouse IC          |                         |                      | 73                   |                      |                      |    |  | 9 mai 2015 au Cannet | 9 mai 2015 au Cannet |
|  | (5) LDG Bordeaux         | 87                      |                      |                      |                      |                      |    |  | 9 mai 2015 au Cannet | 9 mai 2015 au Cannet |
|  | (5) LDG Bordeaux         | 87                      | (1) CS Meaux         | 68                   |                      |                      |    |  |                      |                      |
|  | 11 avril 2015 à Hyères   |                         | (1) CS Meaux         | 68                   |                      |                      |    |  |                      |                      |
|  |                          | (2) HB Le Cannet CA     | 61                   |                      |                      |                      |    |  |                      |                      |
|  | (3) Hyères HC            | (2) HB Le Cannet CA     | 61                   | 76                   |                      |                      |    |  |                      |                      |
|  | (3) Hyères HC            | 8 mai 2015 au Cannet    |                      | 76                   |                      |                      |    |  |                      |                      |
|  | (6) Meylan Grenoble HB   | 68                      |                      |                      |                      |                      |    |  |                      |                      |
|  | (6) Meylan Grenoble HB   | 68                      | (3) Hyères HC        | 69                   |                      |                      |    |  |                      |                      |
|  | 11 avril 2015 au Cannet  | 11 avril 2015 au Cannet | (3) Hyères HC        | 69                   | 3e place             | 3e place             |    |  |                      |                      |
|  | 11 avril 2015 au Cannet  | 11 avril 2015 au Cannet |                      | (2) HB Le Cannet CA  | 3e place             | 3e place             | 71 |  |                      |                      |
|  | (2) HB Le Cannet CA      | 69                      | 9 mai 2015 au Cannet | 9 mai 2015 au Cannet |                      |                      | 71 |  |                      |                      |
|  | (2) HB Le Cannet CA      | 69                      | 9 mai 2015 au Cannet | 9 mai 2015 au Cannet |                      |                      |    |  |                      |                      |
|  | (7) Thonon CH            | 61                      |                      | (5) LDG Bordeaux     | 60                   |                      |    |  |                      |                      |
|  | (7) Thonon CH            | 61                      |                      | (5) LDG Bordeaux     | 60                   |                      |    |  |                      |                      |
|  |                          |                         |                      |                      |                      |                      |    |  | (3) Hyères HC        | 79                   |
|  |                          |                         |                      |                      |                      |                      |    |  | (3) Hyères HC        | 79                   |

## Parcours des clubs français en Coupe d'Europe
| Club               | Ranking IWBF 2014 | Tour préliminaire Euroligue | Résultat Euroligue     | Tour final EuroCup          | Résultat EuroCup        |
| ------------------ | ----------------- | --------------------------- | ---------------------- | --------------------------- | ----------------------- |
| Hyères HC          | 8                 | Euroligue 1 (groupe C)      | 3e (2V - 2D)           | Coupe André Vergauwen (EC2) | Vice-champion (3V - 2D) |
| CS Meaux           | 11                | Euroligue 1 (groupe B)      | 3e (2V - 2D)           | Coupe André Vergauwen (EC2) | 3e (3V - 2D)            |
| HB Le Cannet CA    | 18                | Euroligue 1 (groupe A)      | 4e (1V - 3D)           | Coupe Willi Brinkmann (EC3) | Champion (5V - 0D)      |
| Toulouse IC        | 20                | Euroligue 1 (groupe C)      | 4e (1V - 3D)           | Coupe Willi Brinkmann (EC3) | 6e (2V - 3D)            |
| LDG Bordeaux       | 24                | Euroligue 2 (groupe C)      | 4e (1V - 3D) - Éliminé |                             |                         |
| Meylan Grenoble HB | 31                | Euroligue 2 (groupe A)      | 3e (2V - 2D)           | Challenge Cup (EC4)         | 7e (1V - 4D)            |
| CTH Lannion        | 39                | Euroligue 2 (groupe B)      | 5e (0V - 4D) - Éliminé |                             |                         |
| CAPSAAA Paris      | 46                | Euroligue 2 (groupe D)      | 4e (1V - 3D) - Éliminé |                             |                         |